# Waterways Ireland
Waterways Ireland (irisch: „Uiscebhealaí Éireann“) ist eine irisch-nordirische staatliche Kanal-Bewirtschaftungs-Gesellschaft und Navigationsbehörde für ganz Irland.
Es handelt sich um eine von insgesamt sechs zwischenstaatlichen Behörden, die 1999 mit dem Belfast Agreement geschaffen wurden. Verantwortlich ist sie für die Geschäftsführung, Wartung und Fortentwicklung von schiffbaren Binnengewässern.
Zu ihrem Bereich gehören die Flüsse (Rivers) und Loughs Bann, Barrow und Erne, die Kanalsysteme Grand Canal, Royal Canal und der vormals Ballinamore & Ballyconnel Canal Shannon-Erne-Kanal sowie der  Shannon.
Waterways Ireland hat seine Hauptniederlassung im nordirischen (Co. Fermanagh) Enniskillen und weitere Regionalbüros in Carrick-on-Shannon, Dublin und Scarriff in der Republik Irland.